# Csagatáj kán
Csagatáj vagy Csaadaj (mongolul Цагадай; 1183. december 22. – 1242. július 1.) Dzsingisz kán második fia. Apja rá bízta a titkos mongol törvénykönyv, a Jasza betartatását és felügyeletét. Dzsingisz halála után a mai Kelet-Kazahsztánt, Üzbegisztánt, Kirgizisztánt, Tádzsikisztánt és Észak-Afganisztánt magába foglaló örökségéből jött létre a Csagatáj Kánság.

## Élete

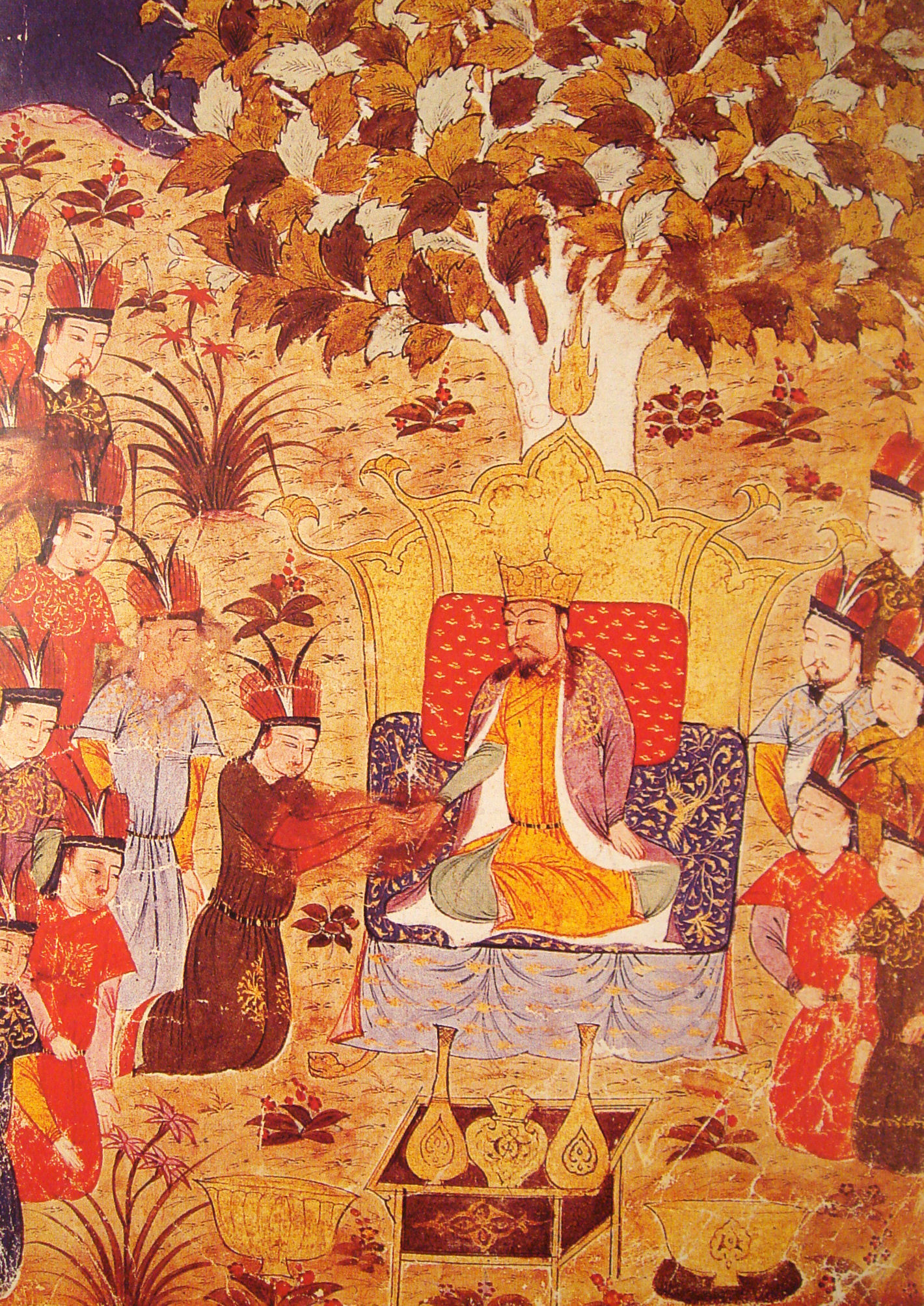
Ögödej trónra lépése

Fivéreihez hasonlóan Csagatáj is részt vett Dzsingisz hadjárataiban, így 1211-1215-ben a kínai Csin-dinasztia, 1219–1224 között pedig Horezm ellen harcolt. A horezmi sah fővárosát, Ó-Ürgencset a kán három idősebb fia, Dzsocsi, Csagatáj és Ögödej ostromolta és foglalta el 1221 tavaszán. Ugyanebben az évben Bámiján ostrománál meghalt Csagatáj idősebb fia, Mötüken. Az utolsó hvárezmi sah, Dzsalal ad-Dín Mingburnu dél felé menekült, de a mongolok az Indusnál utolérték és szétverték maradék seregét. Dzsingisz kán ezután Csagatájt bízta meg, hogy üldözze az Indiába menekülő sahot; Csagatáj így 1221–1222 telét Indiában töltötte. Apja utolsó - tangutok elleni - hadjárata alatt Csagatáj Mongóliában maradt és az ott maradt seregeket felügyelte. Dzsingisz halála után már nem vett részt több hadjáratban.  Határozottan ellenezte, hogy a legidősebb fiú, Dzsocsi legyen birodalom örököse, mert származását bizonytalannak tartotta (anyjukat, Börtét Dzsocsi fogantatása körül elrabolták a merkitek) A mongolok titkos története szerint az utódlás eldöntésekor emiatt dulakodott is a bátyjával. Az örökös végül idősebbik öccse, Ögödej lett, akit Csagatáj végig támogatott. Csagatáj felügyelte a titkos törvények, a jasszi betartatását és igen nagy tekintélynek örvendett, még Ögödej is alávetette magát döntéseinek. Feltehetően a nagykán udvarában élt, bár hatalmas területeket átfogó örökölt birtokain a mongol határ mellett saját udvart is fenntartott.

## A Csagatáj-ulusz

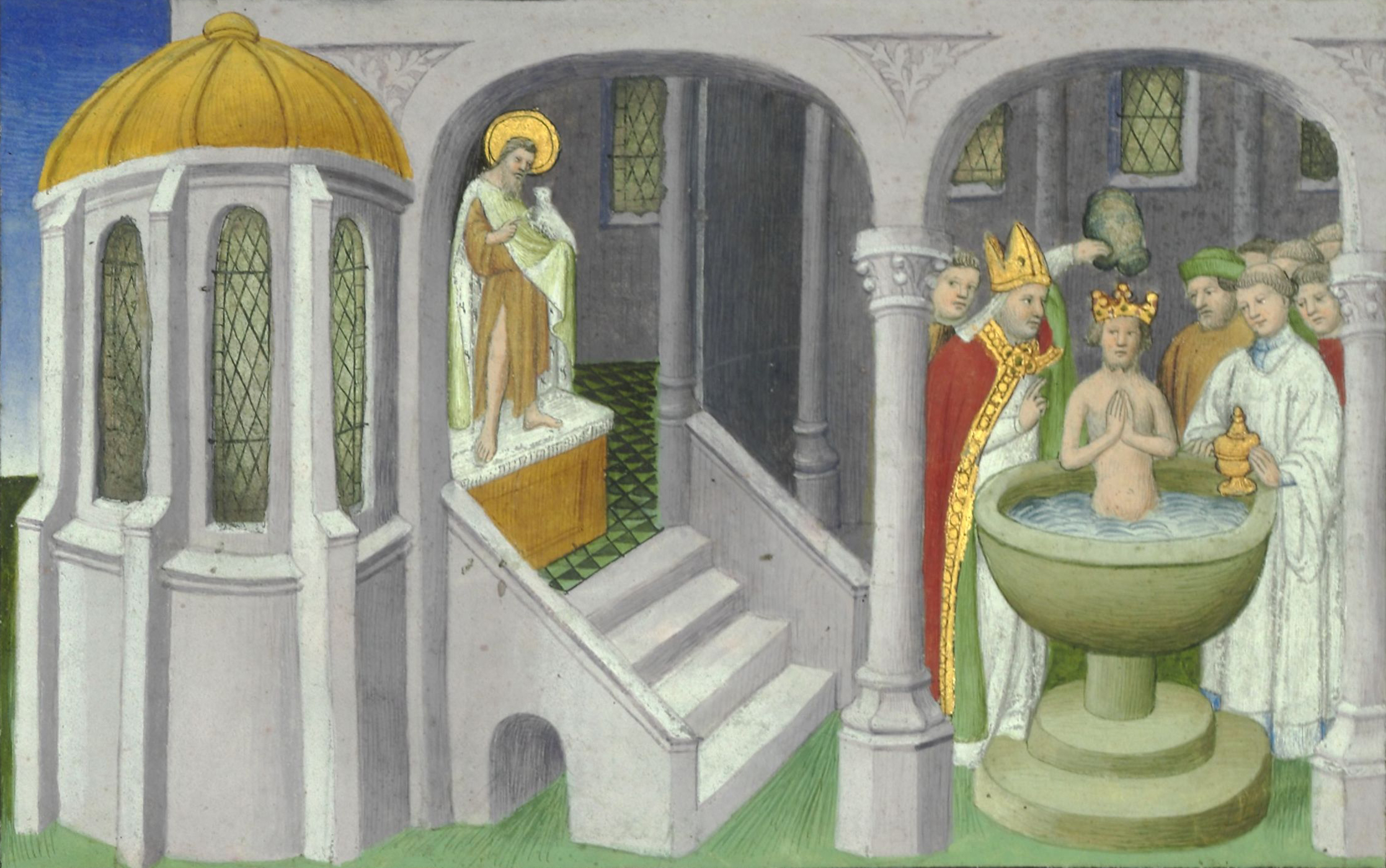
Tudni kell, hogy nem oly régen a nagykán vértestvére, Zsagataj kereszténnyé lett… Marco Polo (15. sz.-i francia miniatúra)

A mongol uralkodók szokása szerint Csagatáj is két udvart, egy téli és egy nyári szállást tartott. Ata-Malik Dzsuvajní perzsa történetíró szerint téli szállásának neve Merauzik-Ila, a nyárié Kujas volt; mindkettő az Ili folyó völgyében. A kínai Csiu Csu-csi szerint szállása az Ilitől délre feküdt; ő 1223 májusában látogatta meg Csagatáj udvarát, vagyis a nyári szállást láthatta. Dzsuvajní Csagatáj utódainak szállását Ulug-Ifnek (vagy Ulug-Iknek) nevezi.
Csagatáj apjától az ujgurok földjétől egészen Buharáig és Szamarkandig terjedő hatalmas földdarabot örökölte; ez volt az ő birtoka (ulusza). Ez azonban nem volt magánbirtok vagy központilag igazgatott különálló állam. A meghódított népeknek (elsősorban a közép-ázsiai folyók völgyében lévő nagyvárosoknak, de akár az Ili völgyében élőknek) meghagyták korábbi, a mongoloknak meghódoló uralkodó dinasztiáit. Transzoxániát ekkor a horezmi származású Mahmud Jalavacs kormányozta a nagykán nevében és a helyi mongol helyőrség parancsnokát is a nagykán nevezte ki. Csagatáj önkényesen leváltotta Jalavacsot, mire Ögödej megrótta és Csagatáj kénytelen volt elismerni, hogy cselekedete törvénytelen volt. Ögödej uralkodásának végén és Möngkének elején Transzoxániát Mahmud Jalavacs fia, Mahudbek irányította, ahogyan korábban, a nagykán nevében.
Dzsingisz kán azt mondta róla: „Csagatáj nehéz ember, kicsinyes természetű.” Muzulmán alattvalói gyűlölték, mert nagyon szigorúan betartatta a mongol szokásokat és törvényeket. Megtiltotta, hogy az állatoknak a saría előírása szerint elvágják a torkát és hogy az ima előtti mosakodáskor folyóvízbe lépjenek. Halálakor Szedid Avar költő így írt: „Az az ember, akitől való félelmében senki sem mert vízbe lépni, most maga fulladt bele a (halál) széles óceánjába.” Talán az iszlámmal szembeni ellenérzései miatt vélték a keresztények barátjának. Marco Polo szerint ő maga is áttért a kereszténységre, de ezt semmilyen más forrás nem támasztja alá.

## Öröksége

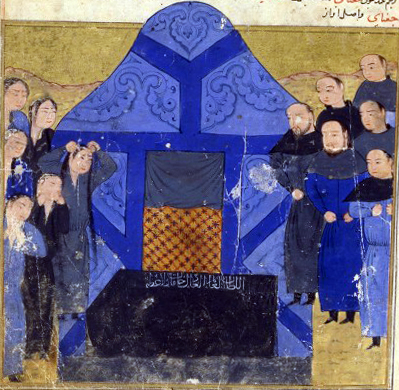
Csagatáj temetése (15. sz.-i miniatúra)

Csagatáj csak néhány hónappal élte túl Ögödejt (†1241. december 11.),  következő év nyarán, 1242. július 1-én ő is meghalt. Kínai és muzulmán orvosait kivégezték, mert nem voltak képesek meghosszabbítani az uralkodó életét. Második fia, Bajdar 1241-ben részt vett Batu nyugati hadjáratában és végigpusztította Dél-Lengyelországot és Morvaországot, majd csatlakozott a magyarországi fősereghez. A Csagatáj-uluszt első fiától származó unokája, a még kiskorú Kara Hülegü örökölte, aki helyett özvegye, Ebuszkun kormányzott.
Dzsingisz fiai közül Csagatáj volt az egyetlen, akinek neve továbbélt az általa alapított dinasztiában. A Transzoxániába vándorolt, különböző származású (dzsalairok, barlaszok, kungratok, mangitok stb.) nomádok a 15. századra (amikor a dinasztia maga már kihalt) teljesen eltürkösödtek és csagatájoknak nevezték magukat. A későbbiekben ez az elnevezés szélesebb értelmet nyert, nem csak a mongol uralom idején betelepedett nomádokat, hanem minden transzoxániai türköt értettek alatta. Nyelvük, a csagatáj nyelv az üzbég őse.

## Fordítás
- Ez a szócikk részben vagy egészben  a(z)   Чагатай című orosz Wikipédia-szócikk ezen változatának fordításán alapul.  Az eredeti cikk szerkesztőit annak laptörténete sorolja fel. Ez a jelzés csupán a megfogalmazás eredetét és a szerzői jogokat jelzi, nem szolgál a cikkben szereplő információk forrásmegjelöléseként.